# Mille maquis
Pour les articles homonymes, voir Mille.
Les Mille-Maquis, (ou 1000 maquis) est un quartier situé à Marcory (Abidjan sud) où se concentrent à Abidjan tant les maquis modernes que à l'ancienne.
Le quartier a longtemps été en concurrence avec la rue Princesse de Yopougon à Abidjan nord jusqu'à la démolition de cette dernière en août 2011. 
Les maquis les plus célèbres sont : Le Marcory Gazoil appelé le MG, Le Coffre-Fort, Le Kassamoulé, La Bel' Italia, La Cour des grands, Le choco bar, le 116 et bien d'autres.
Les mille maquis est un quartier très important dans la culture musicale moderne ivoirienne, car plusieurs artistes de coupé-décalé y ont fait leur début, et que plusieurs danses de coupé-décalé y sont nées comme la Colgata (de Dj Phéno au MG), la Grippe aviaire (de Dj Lewis), le Django (de Dj Bonano), le ça-va-rouler de Guytou Andy Kacharel, etc.
En janvier 2020, le conseil municipal avait décidé d'en expulser les occupants mais l'espace doit être reconstruit sous la forme d’un centre commercial moderne la première pierre a été posée en février 2021.